# Aleksander Bobowski
Aleksander Bobowski (ur. 23 listopada 1918 w Dybkach-Grabniaku, zm. 19 grudnia 2007) – polski muzykant, skrzypek ludowy z Puszczy Białej, podporucznik Wojska Polskiego.

## Życiorys
Grał od 10. roku życia, początkowo bazując na śpiewach matki. Uczył się od wuja, skrzypka, któremu grał na basetli. Umiał grać na skrzypcach, klarnecie i ligawce. W latach 1928–1973 grał na ponad 1000 zabaw i wesel w okolicach Długosiodła, Poręby i Broku, dodatkowo w latach 1948–1957 w okolicach Pasłęka, gdzie mieszkał. W czasie okupacji aresztowany za udział w AK, przez ponad 2 lata był przetrzymywany w niemieckich więzieniach i obozach koncentracyjnych (Pawiak, Majdanek, Buchenwald, Dora, Bergen-Belsen).
Po zakończeniu kariery muzykanckiej w 1973 pracował jako portier w szpitalu przy ul. Inflanckiej w Warszawie. Od 1973 mieszkał w Płochocinie pod Warszawą. Powrócił do muzyki w 1995.
Jest laureatem Nagrody im. Oskara Kolberga (2004) oraz trzykrotnym laureatem Festiwalu Kapel i Śpiewaków Ludowych (Złota Baszta 1996, I nagroda w kategorii solistów, II nagroda z Kapelą Braci Krucińskich).

## Dyskografia
- Aleksander Bobowski z Dybek w Puszczy Białej – portret muzykanta (edycja limitowana wyd. In Crudo – Dom Tańca, CD6 2003)[1]